# Lo blanco y lo negro
Lo blanco y lo negro es una telenovela mexicana producida y protagonizada por Ernesto Alonso para la cadena Televisa, se emitió por El Canal de las Estrellas del 17 de abril al 27 de octubre de 1989. Lo acompañaron en el reparto estelar Lupita D'Alessio y Elsa Aguirre.

## Argumento
Ángel de Castro es uno de los hombres más poderosos de México. Está casado con Carolina, hermosa mujer dedicada a su hogar y a sus hijos, a la que Ángel no cambiaría por nadie, aunque eso no le impide tomar a la mujer que le plazca. Ángel y Carolina son padres de Alicia, Alma, Armando y Andrés. Los dos varones están a punto de graduarse: Armando, el primogénito y el preferido, será abogado, y Andrés realiza su servicio social en un campo agrícola de experimentación.
Alma está enamorada de Raúl, lo que disgusta a su padre, Guillermo Alcázar, amigo incondicional de Ángel. Alicia, brillante estudiante de filosofía y letras, vive recluida en su habitación, sufre de pesadillas y extraños presentimientos. Su padre asegura al profesor Roberto Olmedo que un espíritu maligno se apoderó del cuerpo de Alicia y le provoca crisis de locura furiosa. Roberto se enamora de Alicia y se propone ayudarla a superar su extraña enfermedad.
En tanto, Verónica es una hermosa y ambiciosa mujer de origen humilde que a base de vender su cuerpo se ha convertido en una gran cantante y ha escalado posición y dinero. Conoce a Armando y se enamora de él, a pesar de las advertencias de su socio Pepe, quien le advierte que no debe involucrarse con nadie. Armando y Verónica convienen en no hacerse preguntas acerca de quiénes son ni de donde vienen.
Después destacan una galería de personajes secundarios de las más variadas personalidades: Carlos Carvajal, un jugador compulsivo que pierde su gran hacienda en el póker pasando a manos de Ángel; Silvio, un hombre misterioso que actúa de buen samaritano, salvando a un niño de morir de rabia, protegiendo a un joven mudo a quien cuida como si fuera su propio hijo, y a su paso por los pueblos reparte oro a los campesinos para que salven sus cosechas; Esteban, Juan y Samuel, otros tres hombres que deciden unirse a las andanzas de Silvio; y La Criolla, antigua compañera de Verónica en el burdel, quien la previene de que alguien podría estar siguiéndola con propósitos no muy limpios. En tanto, Ángel conocerá a Verónica y a través de una suculenta propuesta la hará de su propiedad obligándola a que se olvide de su joven enamorado, sin saber ninguno de los dos que ese joven es Armando, el hijo de Ángel. 

## Elenco
- Ernesto Alonso - Ángel de Castro / Silvio de Castro
- Lupita D'Alessio - Verónica Montero
- Elsa Aguirre - Carolina de Castro
- Marco Muñoz - Armando de Castro
- Mariana Levy - Alma de Castro
- Sebastián Ligarde - Andrés de Castro
- Omar Fierro - Raúl Alcázar
- Guillermo Murray - Guillermo Alcázar
- Rafael Amador - César Morelli
- Ana Luisa Peluffo - Odette
- Emilia Carranza - Raquel de Alcázar
- Rafael Sánchez Navarro - Roberto Olmedo
- Marcela Páez - Alicia de Castro
- Jorge Vargas - Julio Cantú
- Isabela Corona - Citlali
- Vicky de la Piedra - Felicia
- Miguel Manzano - Don Carlos
- Merle Uribe - Elena
- Felicia Mercado - Deborah Laval
- Óscar Bonfiglio - Javier Bautista
- Nailea Norvind - Selma Alcázar
- Mauricio Ferrari - Carlos Carvajal
- Mario Casillas - Ramón Ferreira
- Raquel Olmedo - Soledad
- Julio Ahuet - El Manoplas
- María Marcela - Irene O'Neal
- Fernando Robles - Jacinto Figueredo
- María Eugenia Ríos - Raymunda
- Roberto Cobo - Pepe Mateos
- Cecilia Romo - Cristina Carvajal
- Tony Bravo - Luis Soto
- Toño Infante - Cipriano Sánchez
- Mario de Jesús Garfiel - El Mudo
- Adalberto Parra - Esteban
- Carlos Cardán - Juan
- Cornelio Laguna - Samuel
- Ángel Carpinteyro - Jorge
- Ángeles Marín - María
- Clementina Gaudi - Esther
- Martha Patricia - Jeanette
- Ramón Menéndez - René Laval
- Héctor Sáez - Teniente Larios
- Felipe González - Jaime
- María Rojo - Andrea
- Gilberto Román - Tony
- Armando Sandoval - Víctor
- Giovanni Korporaal - Sr. Lewis
- María Regina - Marcia
- María Sarfatti - Dr. Ruiz
- Roberto Ruy - El Asesino
- Lucy Cantú - Clara
- Mario Sauret - Rey
- Lucía Castell - Consuelo
- Marina Marín - La Criolla
- Rigoberto Carmona - El Poeta
- Rossy Navarro - La Prieta
- Ezequiel Alarcon Cisneros - Niko
- Oralia Olvera
- Marcelo Cruz - Anton Lin
- Pope Bessi Celorio
- Perla de la Rosa
- Roberto Antúnez
- Claudio Báez
- Raúl Castro
- Inés Jacome

## Equipo de producción
- Argumento de: Fernanda Villeli
- Tema musical: Quién te crees tú
- Intérprete: Lupita D'Alessio
- Escenografía: Isabel Cházaro
- Ambientación: Ariel Bianco
- Coordinación general de producción: Guadalupe Cuevas
- Jefes de producción: Gerardo Lucio, Tere Anaya
- Luminotécnico: Sergio Treviño
- Director de cámaras: Jesús Acuña Lee
- Director: Julio Castillo, Philippe Amand
- Productor: Ernesto Alonso

## Premios

### Premios TVyNovelas 1990
| Categoría          | Nominado       | Resultado |
| ------------------ | -------------- | --------- |
| Mejor primer actor | Ernesto Alonso | Ganador   |